# Künste im Exil
Künste im Exil ist ein Netzwerkprojekt, das sich den Künsten und Künstlern im Exil widmet. Das Exil aus dem Machtbereich der NS-Diktatur, das Exil aus der DDR und auch Deutschland als Aufnahmeland für exilierte Künstler stehen im Fokus.
Die Federführung für das Projekt liegt beim Deutschen Exilarchiv 1933–1945 der  Deutschen Nationalbibliothek. Die virtuelle Ausstellung versteht sich aber ausdrücklich als Netzwerkprojekt, in dem Expertise und Exponate einer Vielzahl von Institutionen, Gesellschaften und Personen zusammenkommen. Zu den Netzwerkpartnern gehören zum Beispiel das Deutsche Literaturarchiv Marbach, die Jüdischen Museen in Frankfurt, Berlin und München, die Deutsche Kinemathek, das Bundesarchiv, die Akademie der Künste Berlin, die Walter-A.-Berendsohn-Forschungsstelle für deutsche Exilliteratur sowie die Gesellschaft für Exilforschung, die Österreichische Exilbibliothek in Wien sowie das Schweizerische Literaturarchiv. Jedem Exponat ist in der virtuellen Ausstellung eine Objektgalerie zugewiesen, die Netzwerke und Bezüge über die historischen Epochen hinaus sichtbar macht.
Die Seite wurde am 18. September 2013 freigeschaltet. Die virtuelle Ausstellung erhielt eine Anschubfinanzierung aus dem Haushalt des deutschen Kulturstaatsministeriums und wird von der Deutschen Nationalbibliothek weiter ausgebaut.